# Ribota
Ribota és un municipi de la província de Segòvia, a la comunitat autònoma de Castella i Lleó.

## Demografia
| 1857 | 1900 | 1950 | 1991 | 1996 | 2001 | 2004 | 2020 |
| ---- | ---- | ---- | ---- | ---- | ---- | ---- | ---- |
| 311  | 354  | 406  | 47   | 41   | 38   | 45   | 47   |